# NGC 134

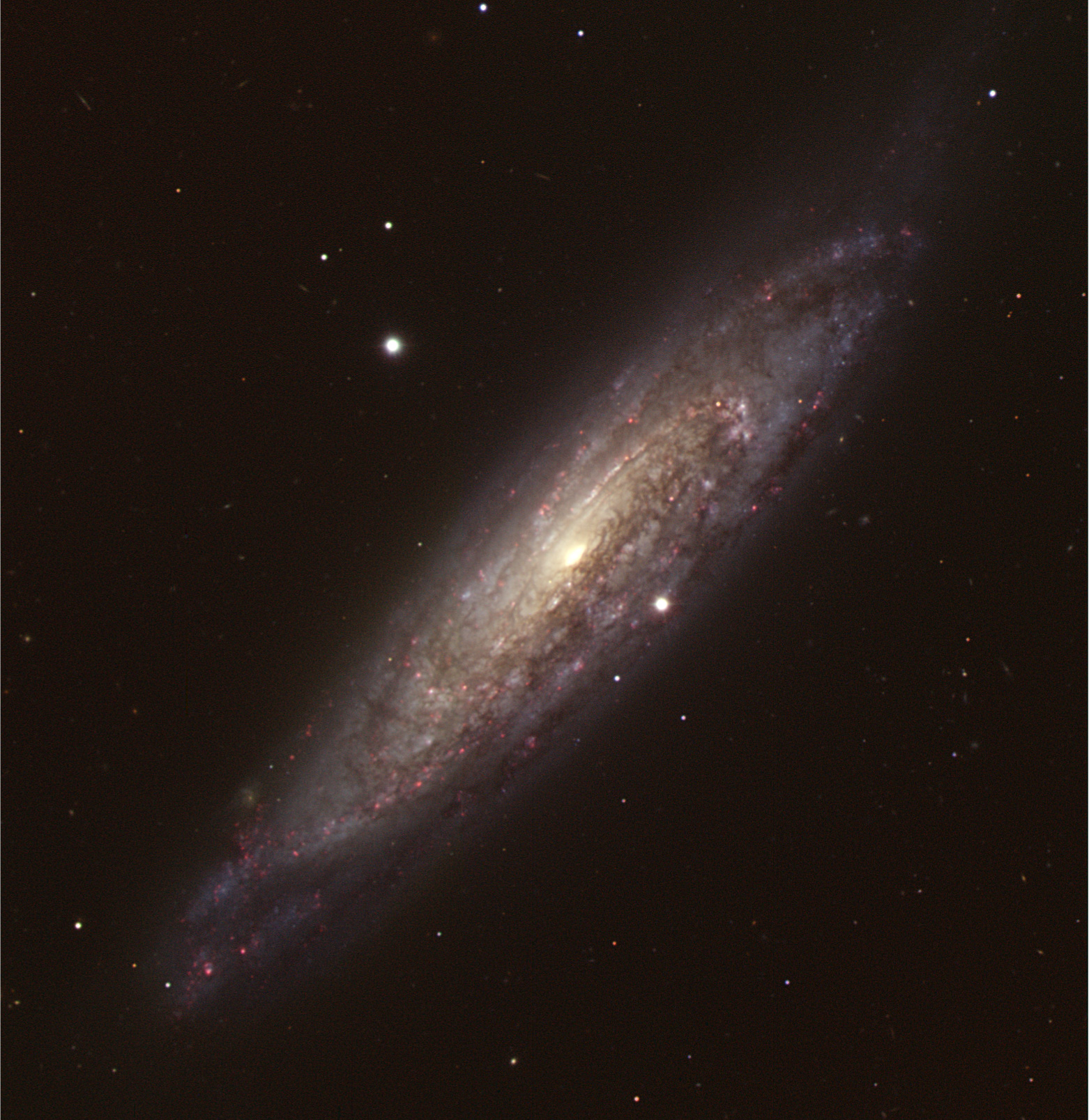
Image de NGC 134 réalisée par le VLT de l'ESO.

NGC 134 est une vaste galaxie spirale intermédiaire située dans la constellation du Sculpteur. NGC 134 a été découverte par l'astronome écossais James Dunlop en 1826.

## Caractéristiques
Sa vitesse par rapport au fond diffus cosmologique est de 1 317 ± 19 km/s, ce qui correspond à une distance de Hubble de 19,4 ± 1,4 Mpc (∼63,3 millions d'al).
À ce jour, une trentaine de mesures non basées sur le décalage vers le rouge (redshift) donnent une distance de 16,820 ± 3,143 Mpc (∼54,9 millions d'al), ce qui est à l'intérieur des valeurs de la distance de Hubble.
La classe de luminosité de NGC 134 est II-III et elle présente une large raie HI. De plus, elle renferme des régions d'hydrogène ionisé. La luminosité de la NGC 134 dans l'infrarouge lointain (de 40 à 400 µm) est égale à 1,78 × 1010 {\displaystyle L_{\odot }} (1010,25{\displaystyle L_{\odot }}) et sa luminosité totale dans l'infrarouge (de 8 à 1 000 µm) est de 2,34 × 1010 {\displaystyle L_{\odot }} (1010,37{\displaystyle L_{\odot }}).

## Supernova
La supernova SN 2009gj a été découverte le 20 juin 2009 dans NGC 134 par l'astronome amateur néo-zélandais Stu Parker. Cette supernova était de type IIb.

## Groupe de NGC 134
NGC 134 fait partie du groupe de NGC 134 qui comprend les galaxies NGC 115, NGC 131, NGC 134, NGC 148, NGC 150, PGC 2000, IC 1555 et PGC 2044. Les galaxies ESO 410-18 et IC 1554 mentionnées dans l'article d'A.M. Garcia correspondent respectivement à PGC 2044 et à PGC 2000. Selon le professeur Seligman, PGC 2000 n'est pas IC 1554 qui est un objet perdu ou inexistant.